# Hydrocotyle hazenii
Hydrocotyle hazenii là một loài thực vật có hoa trong Họ Cuồng. Loài này được Rose mô tả khoa học đầu tiên năm 1921 publ. 1922.